# Ackermans & van Haaren
Ackermans & van Haaren (meestal afgekort tot AvH) is een Belgische holding met hoofdzetel in Antwerpen en een bijkantoor in Brussel. Het logo van de onderneming geeft het silhouet weer van de toren van het gebouw te Begijnenvest 113. Het bedrijf ziet zich als een actieve industriële investeerder. De aandelen staan genoteerd aan Euronext Brussel en AvH is opgenomen in de BEL 20. 

## Activiteiten
In 1876 stichtten Nicolaas van Haaren en Hendrik Willem Ackermans een baggerbedrijf. In 1888 kreeg het bedrijf een eerste contract in België, het ging helpen bij de bouw van de forten rond Namen langs de Maas. In 1903 volgde het eerste werk aan de andere zijde van de Atlantische Oceaan, het ging baggeren voor de uitbreiding van de haven in Rosario (Argentinië). In 1924 werden de activiteiten ondergebracht in Ackermans & van Haaren NV.
In 1964 volgde de eerste bedrijfsvreemde activiteit, het ging boringen verrichten voor de olie- en gasindustrie met het bedrijf Forasol-Foramer. In 1996 is Forasol opgegaan in Pride International waarbij AvH al zijn aandelen verkocht. In 1974 fuseren de baggeractiviteiten met die van CFE, na de afronding van de transactie werd Dredging International gekozen als bedrijfsnaam. Vanaf 1984 staan de aandelen genoteerd aan de beurs van Brussel en de aandelen werden geplaatst tegen een prijs van 1,95 euro.
In december 2021 maakte AvH bekend dat baggerconcern DEME medio 2022 een eigen beursnotering gaat krijgen. Sinds 30 juni 2022 hebben DEME en CFE een eigen notering op de beurs van Brussel.
De groep participeert in of controleert - al dan niet beursgenoteerde - bedrijven. AvH is actief in vier kernsectoren, tussen haakjes staat het aandelenbelang per 31 december 2023:
- Marine Engineering & Contracting, met DEME (62%), CFE (62%), Deep C Holding (het voormalige Rent-A-Port, 81%) en Green Offshore (aandelenparticipaties in de ontwikkeling en exploitatie van Belgische offshore windparken, 81%).
- Private Banking, via Delen Private Bank (79%) en Bank J. Van Breda en Co (79%).
- Real Estate via vastgoedontwikkelaar Nextensa (ontstaan na het samengaan van Leasinvest en Extensa, 62%)
- Energy & Resources, via Sipef (palmolieplantages, 39%), Sagar Cements (Indiase cementfabrikant, 20%) en Verdant Bioscience (veredeling van oliepalm, 42%)

Verder is er AvH & Growth Capital, dit onderdeel beheert een gediversifieerde portefeuille van groeikapitaalinvesteringen.
De AvH groep vertegenwoordigde in 2023 op economisch vlak, via haar aandeel in de participaties, een pro-forma omzet van 6,5 miljard euro, waarvan 4,6 miljard euro voor de sector Marine Engineering & Contracting. De grootste bijdrage aan het groepsresultaat was afkomstig van de sector Private Banking. AvH stelt (ongeveer) 22.000 mensen te werk.
In de grafiek hieronder staat het eigen vermogen in euros per aandeel AvH per jaarultimo.